# Public Opinion
Public Opinion er en amerikansk stumfilm fra 1916 af Frank Reicher.

## Medvirkende
- Blanche Sweet som Hazel Gray.
- Earle Foxe som Dr. Henry Morgan.
- Edythe Chapman som Mrs. Carson Morgan.
- Tom Forman som Phillip Carson.
- Elliott Dexter som Gordon Graham.